# Spermacoce cristulata
Spermacoce cristulata är en måreväxtart som beskrevs av Karel Domin. Spermacoce cristulata ingår i släktet Spermacoce och familjen måreväxter. Inga underarter finns listade i Catalogue of Life.